# Jezioro Kościelne (Pojezierze Gnieźnieńskie)
Jezioro Kościelne (Jezioro Trzemeszno) – jezioro w Polsce, w województwie wielkopolskim, w powiecie gnieźnieńskim, w granicach administracyjnych miasta Trzemeszno, na Pojezierzu Gnieźnieńskim. Należy do Gospodarstwa Rybackiego Łysinin.

## Dane morfometryczne
Zwierciadło wody położone jest na wysokości 100,8 metrów. Powierzchnia zwierciadła wody wynosi 8,78 ha. Maksymalna głębokość wynosi 4 metry.